# MV Dali
MV Dali je kontejnerová loď o nosnosti 116 851 dwt a 9 971 TEU; postavená v Ulsanu v roce 2015 pro řeckou společnost Oceanbulk Maritime SA a registrovaná u Stellar Marine LLC.
V červenci 2016 byla poškozena v Antverpách, když při vyplouvání narazila zádí do mola.
V březnu 2024 ji vlastnil Grace Ocean Pte Ltd a pod singapurskou vlajkou ji měla pronajatou společnost Maersk. Po půlnoci na 26. března 2024 narazila do pilíře mostu Francise Scotta Keye v Baltimoru. Silniční ocelový most se po kolizi zřítil.

## Popis
Kontejnerovou loď postavila firma Hyundai Heavy Industries Co. Ltd. v Ulsanu v Jižní Koreji. Jedná se o druhou jednotku osmičlenné třídy Cezanne – všechny byly dokončeny během roku 2015. Sesterské lodě jsou: Cezanne (IMO：9697416), CMA CGM Mekong (IMO: 9718105), CMA CGM Ganges (IMO: 9718117), Jenny Box (IMO: 9725706), Maersk Sirac (ex Modigliani, IMO: 9725718), Maersk Shams (ex Matisse, IMO: 9726669) a Maersk Stadelhorn (El Greco, IMO: 9726671).
Loď pohání nízkootáčkový devítiválcový vznětový motor o celkovém výkonu 41 480 kW při 82,5 otáčkách za minutu. Pro manévrování v přístavech má Dali jedno příďové dokormidlovací zařízení B-1-3000 o výkonu 3 000 kW. Elektrickou energii na palubě vyrábějí dva pomocné dieselové generátory o výkonu 3 840 kW a dva o výkonu 4 400 kW.